# 林鵰
林鵰（学名：Ictinaetus malayensis）为鹰科林鵰属的鸟类，分布于中華人民共和國、中華民國、东南亚和南亚的巴基斯坦、印度和斯里兰卡等地区。常见于山林以及筑巢于常绿森林的高树上。该物种的模式产地在印度尼西亚爪哇。

## 特徵

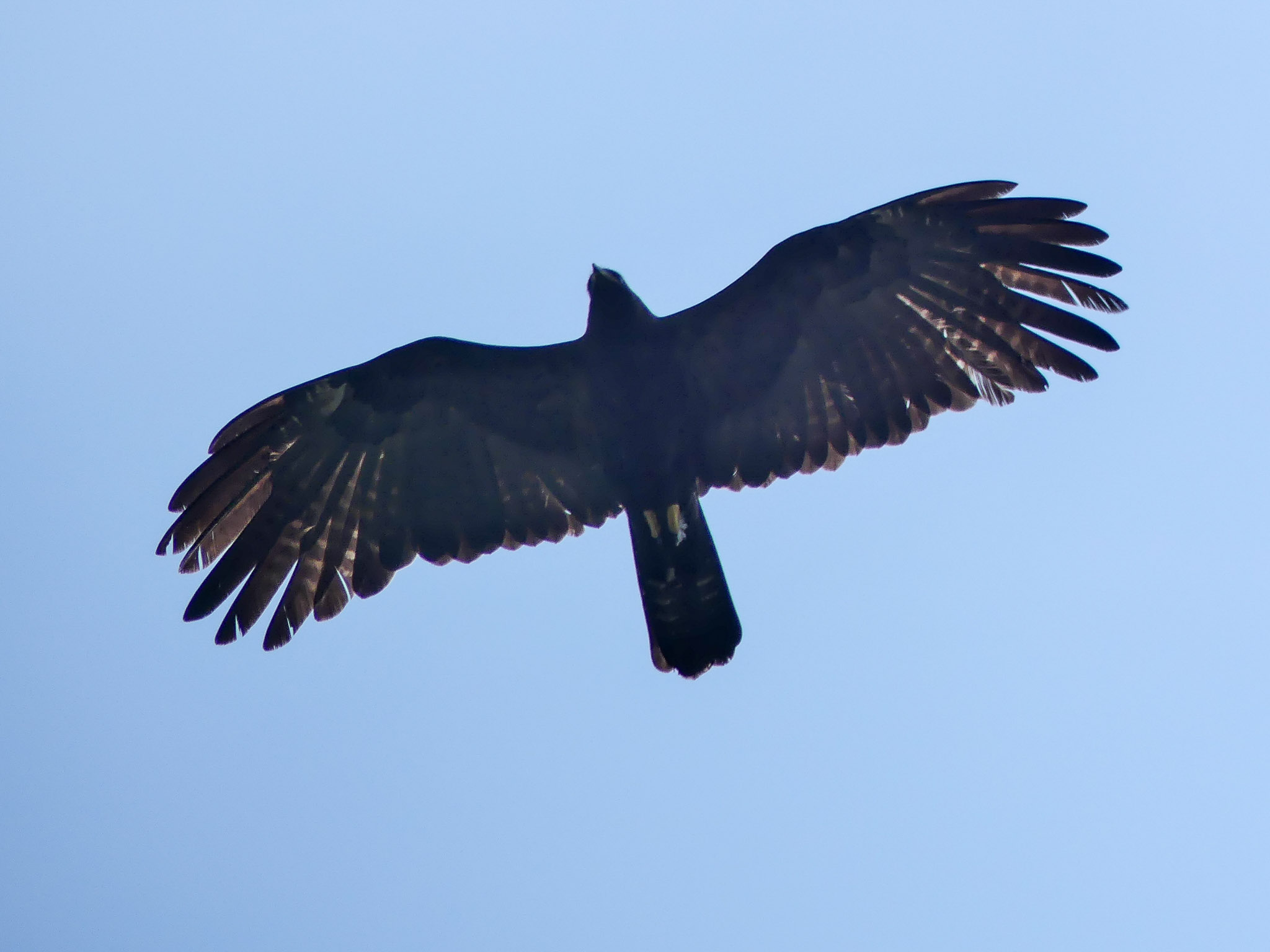
飛行中的林鵰，攝於印度北阿坎德邦

為大型猛禽，身長約67至81cm，翅膀伸展後長約164至178cm，是臺灣留鳥猛禽中翼展最長的。
雌雄鳥同型，全身大致上為暗褐色，尾羽約有8道不明顯的淡色橫紋。
嘴基為黃色，先端灰色，蠟膜黃色；眼暗褐色，眼先灰色，
眉骨突出；毛足，趾黃色，爪黑色，爪彎曲度甚小，爪形由前看由外趾、中趾、而內趾逐漸加長，
此為辨識上的重點。飛行時，雙翼寬長、近體側較窄，翼端指叉非常深，尾羽成角型。

## 習性
林鵰偏好較原始、樹木較多的山區。在中國大陸和台灣，通常只有在高山才見得到。牠們常在天氣晴朗的時候，在山區中央的上空盤旋鳴叫，並伺機尋找飛鼠、松鼠等嚙齒類動物，有時也會捕捉麂或獼猴的幼獸。
棲地分佈：
分佈於印度、斯里蘭卡、中南半島、馬來半島、蘇門答臘、爪哇、峇里島、婆羅洲、蘇拉威西、摩鹿加群島、華南及臺灣。
在臺灣為稀有留鳥，廣泛分佈於臺灣本島海拔2,600公尺以下的山地森林，北部與東部略多於南部，
墾丁國家公園於秋季偶有發現紀錄，陽明山國家公園曾於2005年首度發現2隻之後，這十多年來已經常被記錄到，離島無分佈。

## 保护
- 中国国家重点保护野生动物等级：二级
- 中華民國農業部林業保育署公告保育類野生動物等级：一级

## 亚种
- 林鵰指名亚种（学名：Ictinaetus malaiensis malaiensis）：分布于台湾中海拔山區[3]、中國南方（秦嶺南部、四川、雲南與多數東南沿海省分）、中南半島至印尼除小巽他群島外的多數島嶼[1][4]。该物种的模式产地在印度尼西亚爪哇。[5]

- 林鵰南亞亞種（学名：Ictinaetus malaiensis perniger）：分布於印度與斯里蘭卡[4]。

## 外部鏈結
- 山林魅影林鵰行政院農委會林試所- YouTube （页面存档备份，存于）
- 林鵰- 台灣環境資訊協會 - 環境資訊中心
- 林鵰研究 - 台灣猛禽研究會 （页面存档备份，存于）
- 林鵰| 臺灣國家公園 （页面存档备份，存于）